# کمیته دولتی امنیت ملی (قرقیزستان)

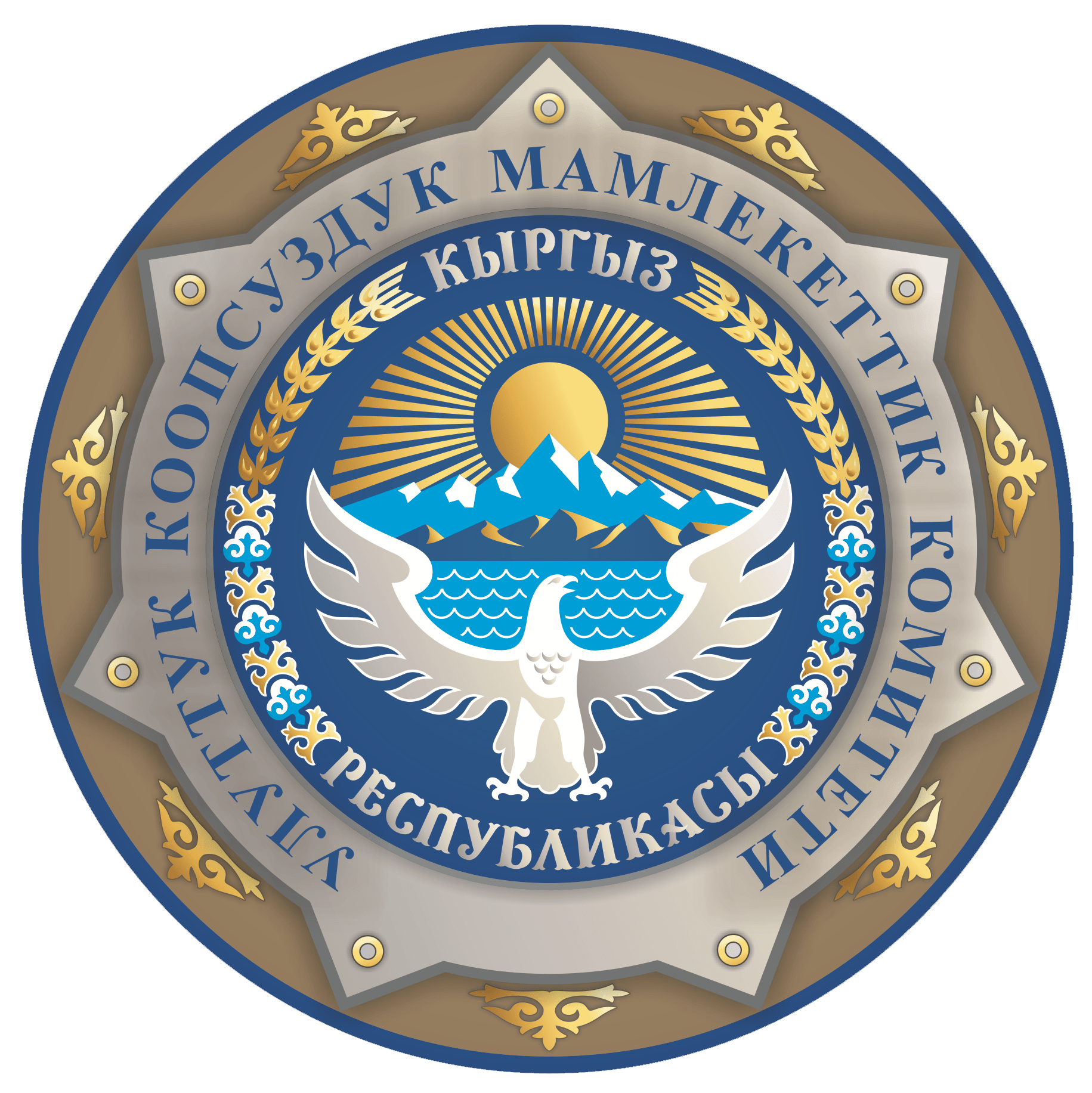
نشان کمیته دولتی امنیت ملی

کمیته دولتی امنیت ملی ( قرقیزی: Улуттук коопсуздук боюнча мамлекеттик комитети, УKMK ، روسی: Государственный комитет национальной безопасности, ГКНБ ) (UKMK) آژانس ملی اطلاعات در زمینه مقابله با تروریسم و جرایم سازمان یافته در قرقیزستان است. رئیس UKMK یک افسر نظامی و عضو شورای امنیت قرقیزستان است .  مقر آن هم اکنون در خیابان 70 ارکیندیک، بیشکک میباشد. 